# Набхольц, Катрин
Катрин Набхольц (нем. Katrin Nabholz; род. 3 апреля 1986, Базель) — швейцарская хоккейная нападающая. В составе сборной Швейцарии бронзовый призёр Олимпийских игр 2014 года и чемпионата мира 2012 года. На клубном уровне выступала за клуб «Цюрих Лайонс» с 2007 по 2017 годы.
Выпускница Цюрихского университета, ветеринар.